# Roberto Antiochia
Roberto Antiochia (Terni, 7 giugno 1962 – Palermo, 6 agosto 1985) è stato un poliziotto italiano, assassinato da Cosa nostra.

## Biografia
Agente della Polizia di Stato, nato a Terni e cresciuto a Roma nel quartiere Nomentano, dopo aver frequentato il Liceo classico statale Giulio Cesare ed il Liceo artistico entra a diciotto anni nella scuola di Polizia di Piacenza e, successivamente, viene trasferito a Milano, Torino e Roma. La sua ultima destinazione, nel giugno 1983 è presso la squadra mobile di Palermo, dove lavora con Beppe Montana in delicate indagini sull'associazione mafiosa Cosa Nostra. Dopo l'omicidio di Montana, in ferie ma già trasferito a Roma, decide di partecipare alle indagini a fianco di Ninni Cassarà.
Il 6 agosto 1985, mentre accompagna il vice questore Cassarà presso la sua abitazione, in via Croce Rossa a Palermo, un commando armato di kalashnikov, appostato nel palazzo di fronte a quello dove vive il vice questore, cominciò a sparare sull'Alfetta di scorta. Antiochia viene colpito a morte mentre cerca di fare scudo con il suo corpo a Cassarà che era sceso dall'auto. Pur colpito a morte, Cassarà riuscì a raggiungere il portone, ma spirò tra le braccia della moglie Laura, accorsa dopo aver visto l'accaduto, insieme alla figlia, dal balcone della sua abitazione.
Il 17 febbraio 1995, la terza sezione della Corte d'Assise di Palermo condanna all'ergastolo cinque componenti della Cupola mafiosa (Totò Riina, Bernardo Provenzano, Michele Greco, Bernardo Brusca e Francesco Madonia) come mandanti del delitto.

## Memoria

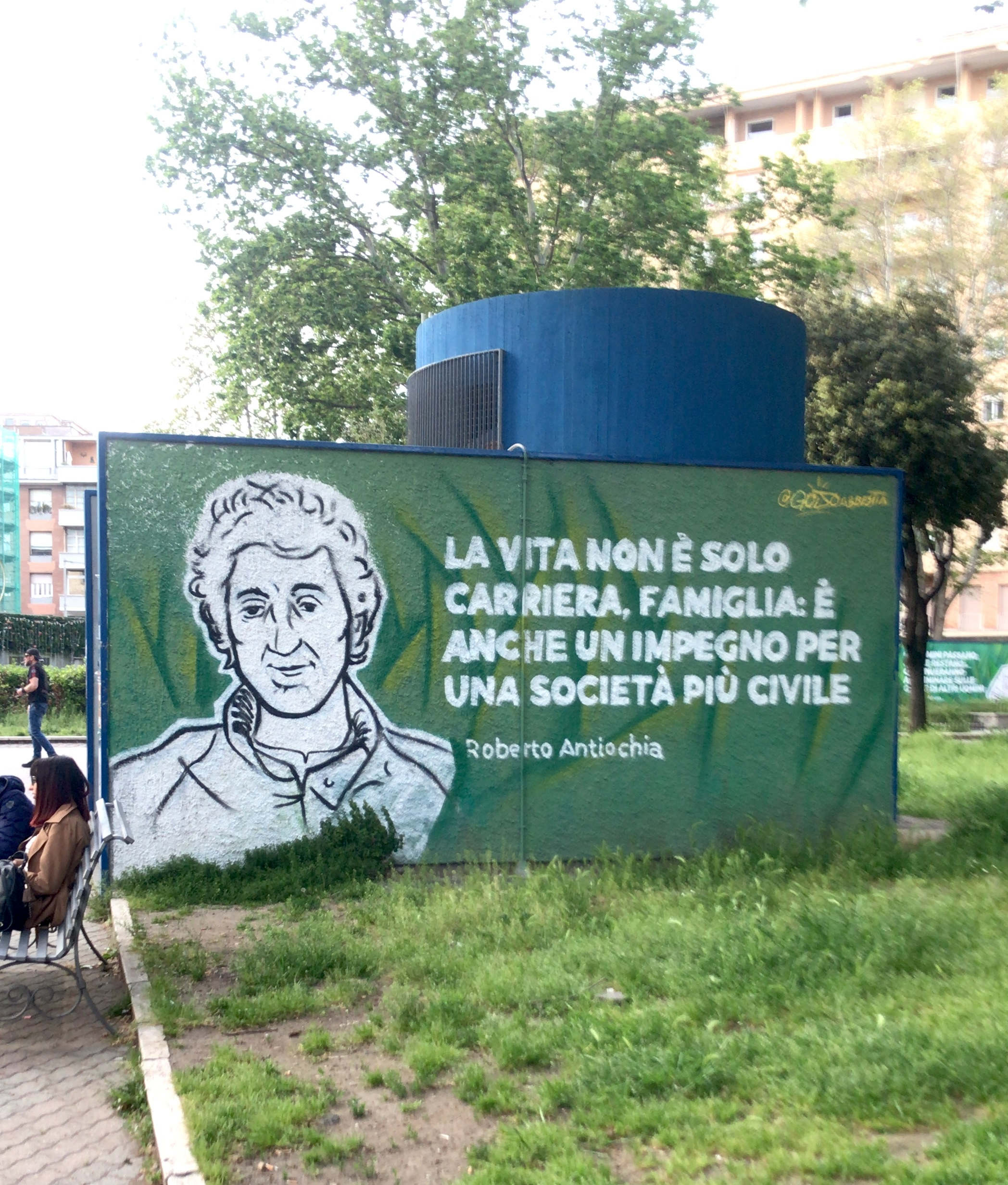
Murale con il ritratto di Roberto Antiochia a Roma.

A Roberto Antiochia sono dedicati la via antistante la questura di Terni, la scuola per il Controllo del Territorio della Polizia di Stato di Pescara e il commissariato di Orvieto (in provincia di Terni), vista la sua nascita e la sua infanzia nella città umbra.
È ricordato ogni anno il 21 marzo nella Giornata della Memoria e dell'Impegno di Libera. Associazioni, nomi e numeri contro le mafie, la rete di associazioni contro le mafie, che in questa data legge il lungo elenco dei nomi delle vittime di mafia e fenomeni mafiosi. Di questa associazione era stata cofondatrice Saveria Antiochia, madre di Roberto, che fu attivista dell'impegno civile.
A Roma, in Piazza Bologna, vicino a dove aveva abitato da ragazzo, c'è un murale con un suo ritratto e una frase a lui attribuita: "La vita non è solo carriera, famiglia: è anche un impegno per una società più civile".
È inoltre in lavorazione una fiction della Rai dedicata al poliziotto umbro.